# Interferon
Interferoner eller IFN er nogle af kroppens vigtige signalstoffer, der frigives af celler inficeret af virus, bakterier eller parasitter. Ved frigivelse fra den inficerede celle mobiliseres kroppens forsvarsmekanismer i nærliggende celler.
Interferoner hører til en stor klasse signalmolekyler overordnet kendt som cytokiner og er proteiner, der aktiverer og regulerer det cellulære immunsystem: natural killer celler og makrofager samt op-regulerer antigen præsentationen ved et øget udtryk af major histocompatibility complex (MHC) antigener.
Ved frigivelse fra inficerede celler aktiverer et interferon en forsvarscelle ved at binde sig til en specifik receptor på overfladen af forsvarscellen og starter derved signaltransduktionen, der leder til cellens forsvarsrespons.
Der kendes nu tre typer receptorer og mere end tyve forskellige interferoner, der opdeles i tre klasser efter hvilken receptor, de binder sig til: Type I-IFN, Type II-IFN og Type III-IFN.
Symptomer på infektion såsom feber, muskelsmerter og "influenza-lignende symptomer", er følger af virkningen af interferoner og andre cytokiner.

## Funktion
Ved binding til receptoren på celleoverfladen starter interferon signalkaskader (se signaltransduktion) der fører til nedbrydning af RNA, hæmning af proteinsyntesen og apoptose dvs. programmeret celledød.
- Virker generelt hæmmende på syntesen af virusproteiner
- Virker generelt ved hæmning af cellevækst og differentiering
- Virker generelt ved stimulering af monocytter og makrofager

## Klasser
Baseret på receptorerne er interferonerne inddelt i grupper:
- Interferon type I: IFN-α, IFN-β, IFN-ε, IFN-κ og IFN-ω, der produceres af fibroblaster og monocytter. IFN-α bruges til behandling af hepatitis B- og C-infektion, mens IFN-β anvendes til behandling af multipel sklerose.
- Interferon type II: IFN-γ produceres af T-hjælper celler, aktiveres af cytokinet Interleukin-12.
- Interferon type III: IFN-λ1, IFN-λ2, IFN-λ3 og IFN-λ4.

## Behandling af sygdomme
Interferon-alfa anvendes ved kronisk myeloid sygdom  (CMD).
Interferon-beta anvendes ved dissemineret sklerose (DS)
Interferon-gamma anvendes ved kronisk granulomatøs sygdom (CGD)